# Rio dei Tolentini
Pour les articles homonymes, voir Rio della Croce.

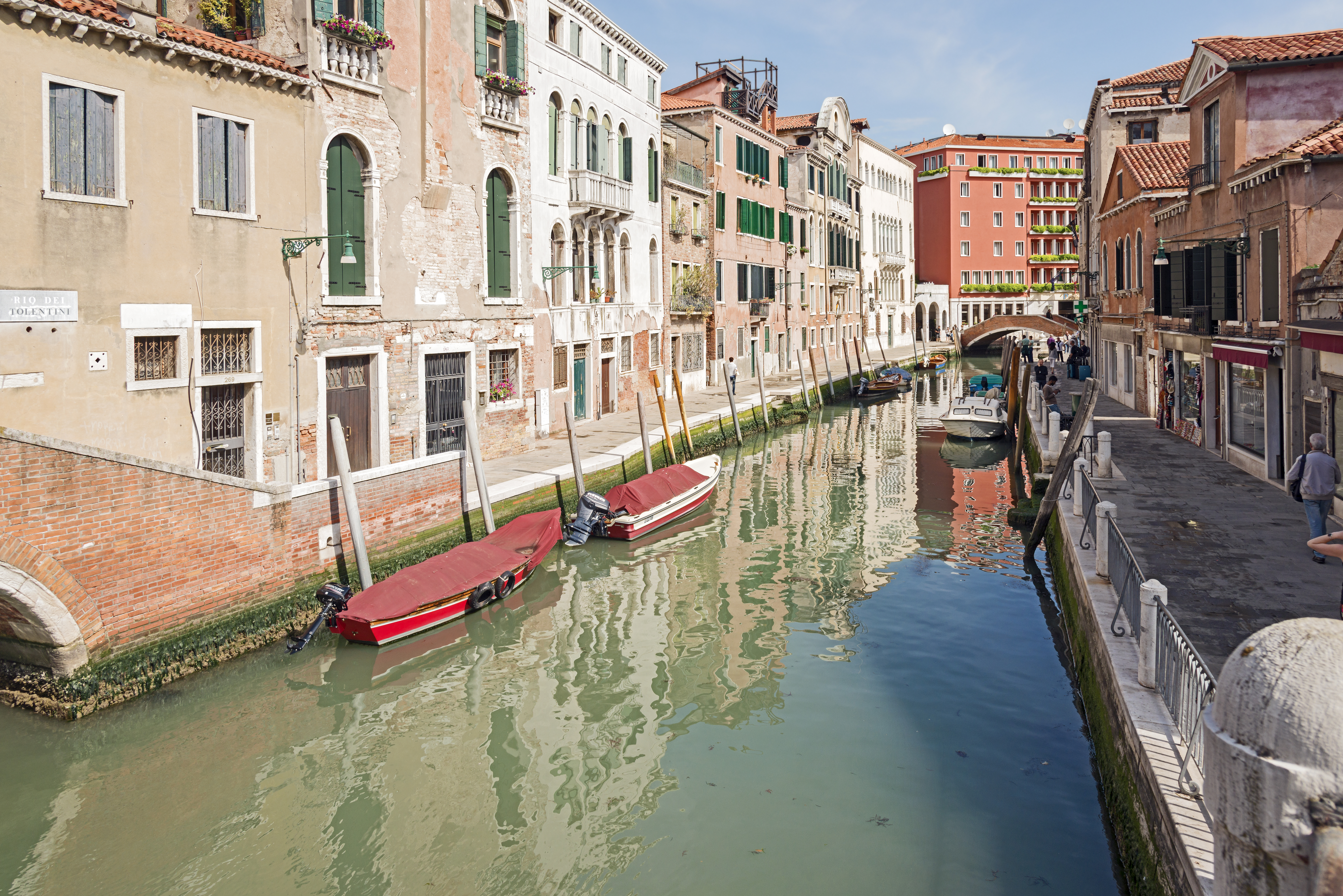
Rio dei Tolentini vu du Pont del Gaffaro

Le rio dei Tolentini ou rio de la Croce (en vénitien rio de la Croze, canal de la Croix) est un canal de Venise dans le sestiere de Santa Croce.

## Toponymie
- Le rio est appelé d'après l'Église San Nicolò da Tolentino.

## Description
Le rio dei Tolentini a une longueur d'environ 300 mètres. Il raccorde le Grand Canal vers le sud au rio del Gaffaro.

### Église de San Francesco della Croce
Les premiers habitants, en fuite devant l'invasion des Lombards auraient fondé l'église de Santa Croce dont la construction est attribuée aux familles Mastropiero ou Badoer. Obelalto Massimo, premier évêque d'Olivolo en 774, consacra cette église, l'érigeant en paroisse. Les Badoer en conservèrent le patronage jusqu'en 1109, quand ils le cédèrent à la congrégation clunisienne de Saint-Benoît, qui monta un monastère adjacent et le garda pendant deux siècles. Mais leur vie détendue et scandaleuse, leur attira les foudres de la population et ils quittèrent le cloître vers le milieu du XIVe siècle. Le collège capitulaire des prêtres, qui continua à assumer l'administration de l'église, la fit reconstruire et reconsacrer en 1342. Le prieuré, abandonné par les Bénédictins, en fit une commanderie, dont le pape Urbain VI investit en 1378 le cardinal de Sant'Angelo. Eugenio Memmo, un des prieurs commanditaires suivants, permit en 1460 à deux ermites, Sofia Veneziana et Agnese Ungara, d'ériger près de l'église de la Croce deux pauvres cellules, base en 1470 d'une nouvelle communauté religieuse, première à professer le troisième ordre Séraphique et puis le second, dit de Sainte-Claire. À la mort du prieur Memmo elles obtinrent de Sixte IV l'église et le monastère annexe. L'église menaçant de ruine, elle fut rénovée à la fin du XVIe siècle et reconsacrée en 1600 par Ottavio Abioso, évêque de Pistoia. En 1594, le monastère fut retiré de l'assujettissement aux Minori Osservanti, datant de 1477 et soumis au soin des patriarches. En 1806, l'église fut déclarée de 1re classe et en 1807, les religieuses de Santa Chiara s'y regroupèrent.
En 1810, église et monastère furent supprimés et convertis en magasin. De nos jours, ils ont été  démolis et à cet endroit se trouvent les jardins Papadopoli.

## Situation et édifices remarquables
Ce rio longe:
- le fondamenta dei Tolentini sur son flanc est
- le fondamenta del Monastero sur son flanc ouest

- les Giardini Papadopoli
- l'Église San Nicolò da Tolentino
- Le Palazzo Foresti Papadopoli
- Le Palazzo Condulmer

## Ponts
Ce rio est traversé par deux ponts (du nord au sud) :
- le Ponte de la Croce reliant fondamenta éponyme et Fondamenta S. Simeon Piccolo ;
- le Ponte dei Tolentini reliant fondamenta del Monastero et fondamenta dei Tolentini.

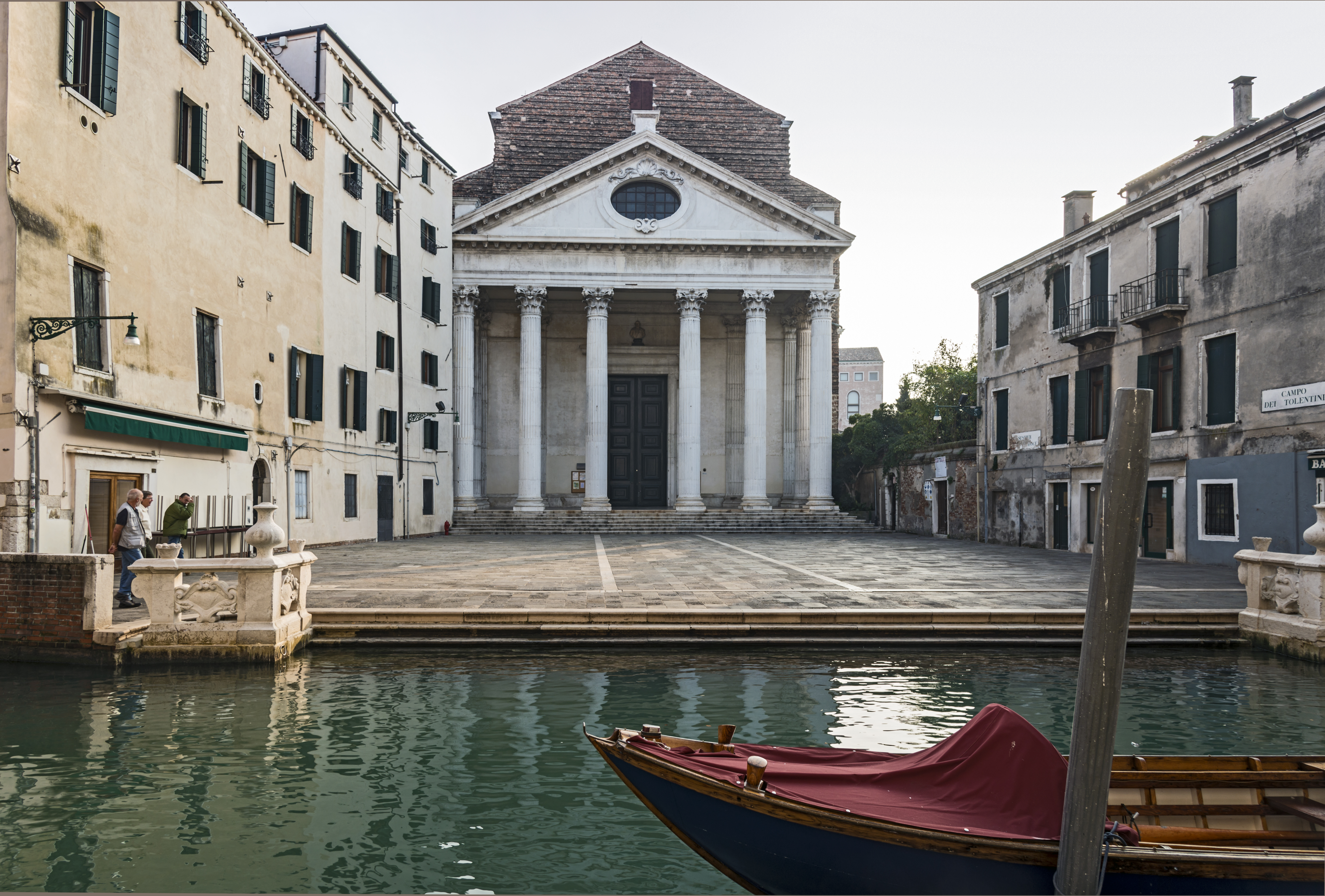
Rio et Campo des Tolentini
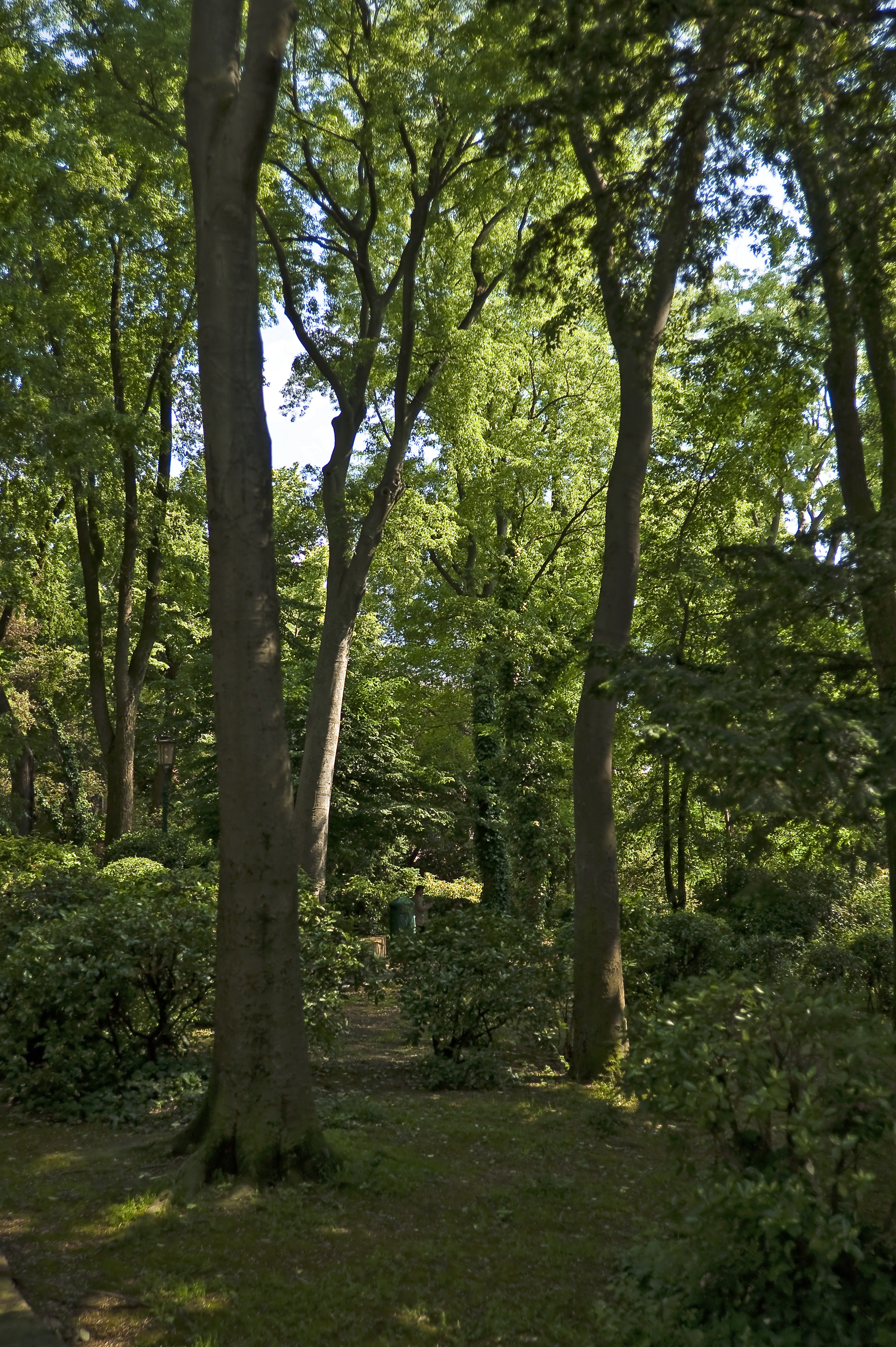
Giardini Papadopoli
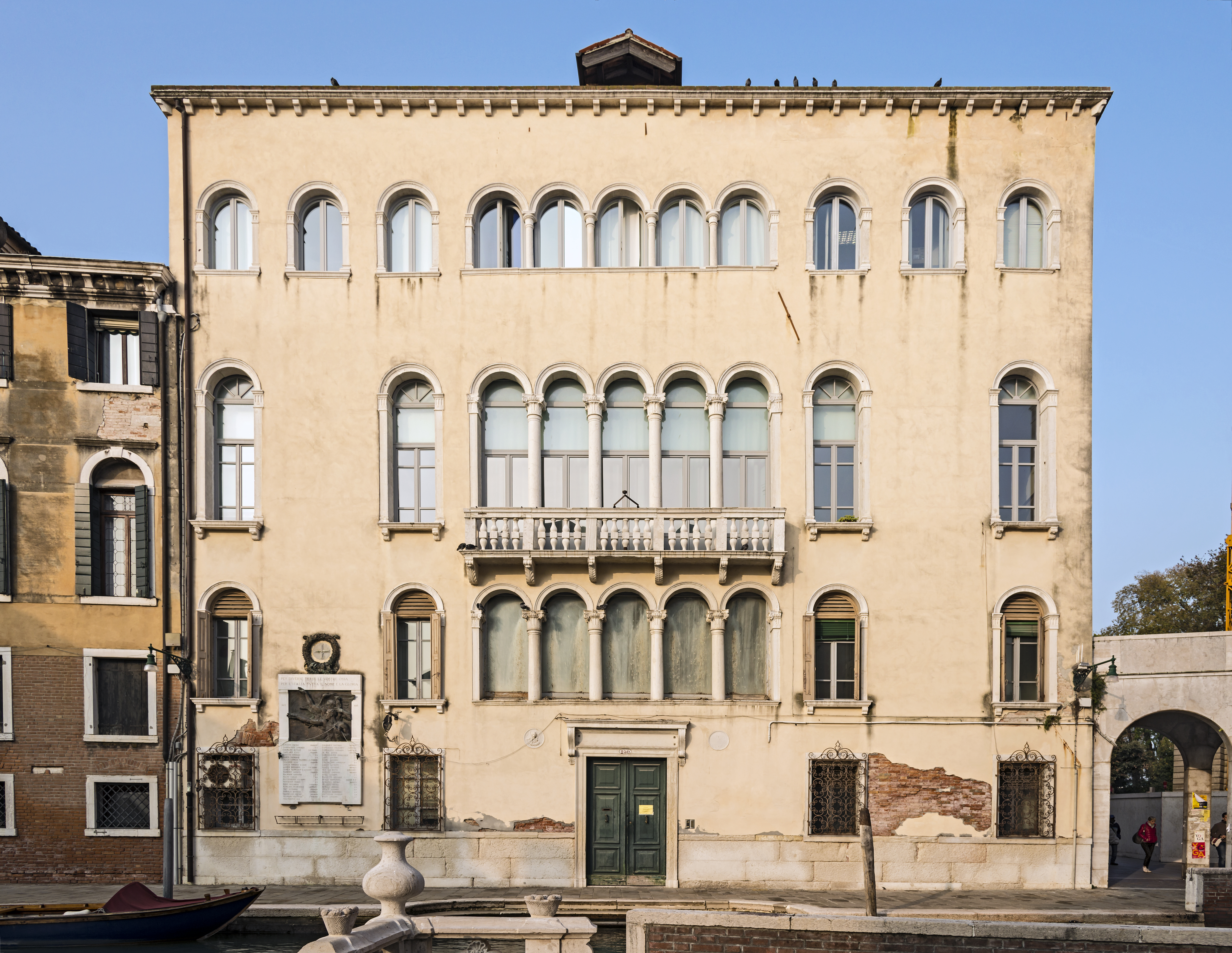
Palazzo Papadopoloi
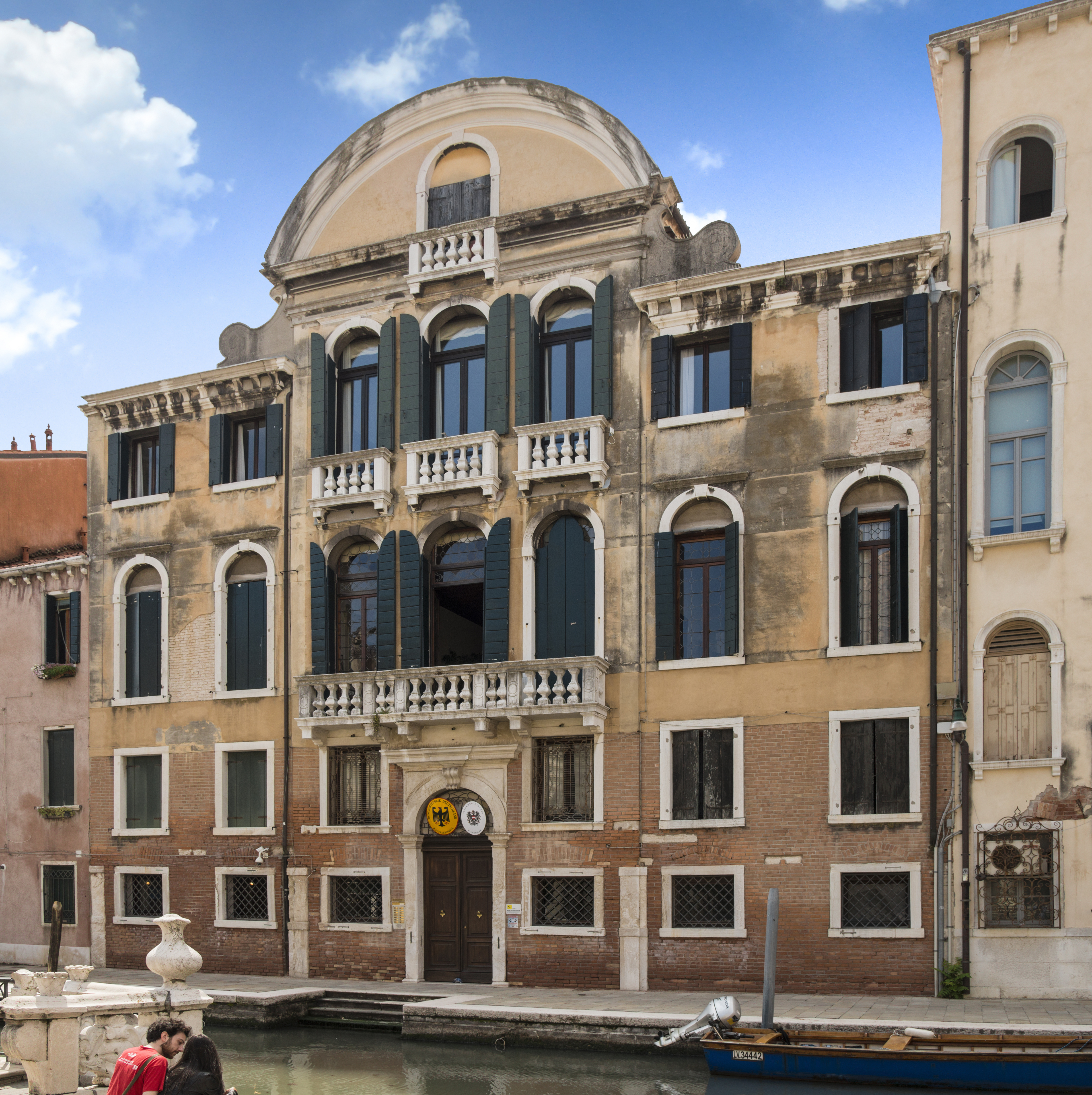
Palazzo Condulmer
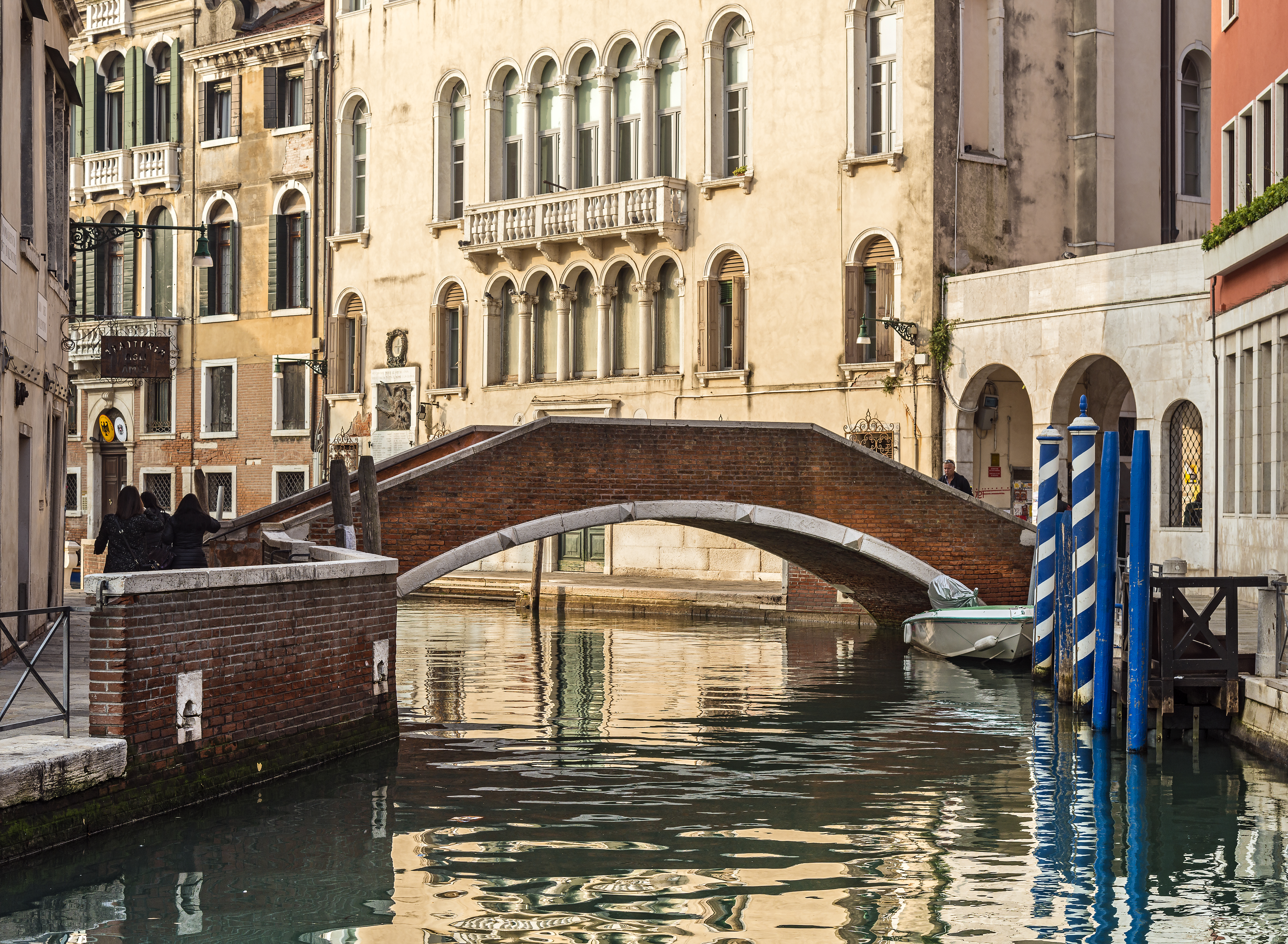
Ponte dei Tolentini
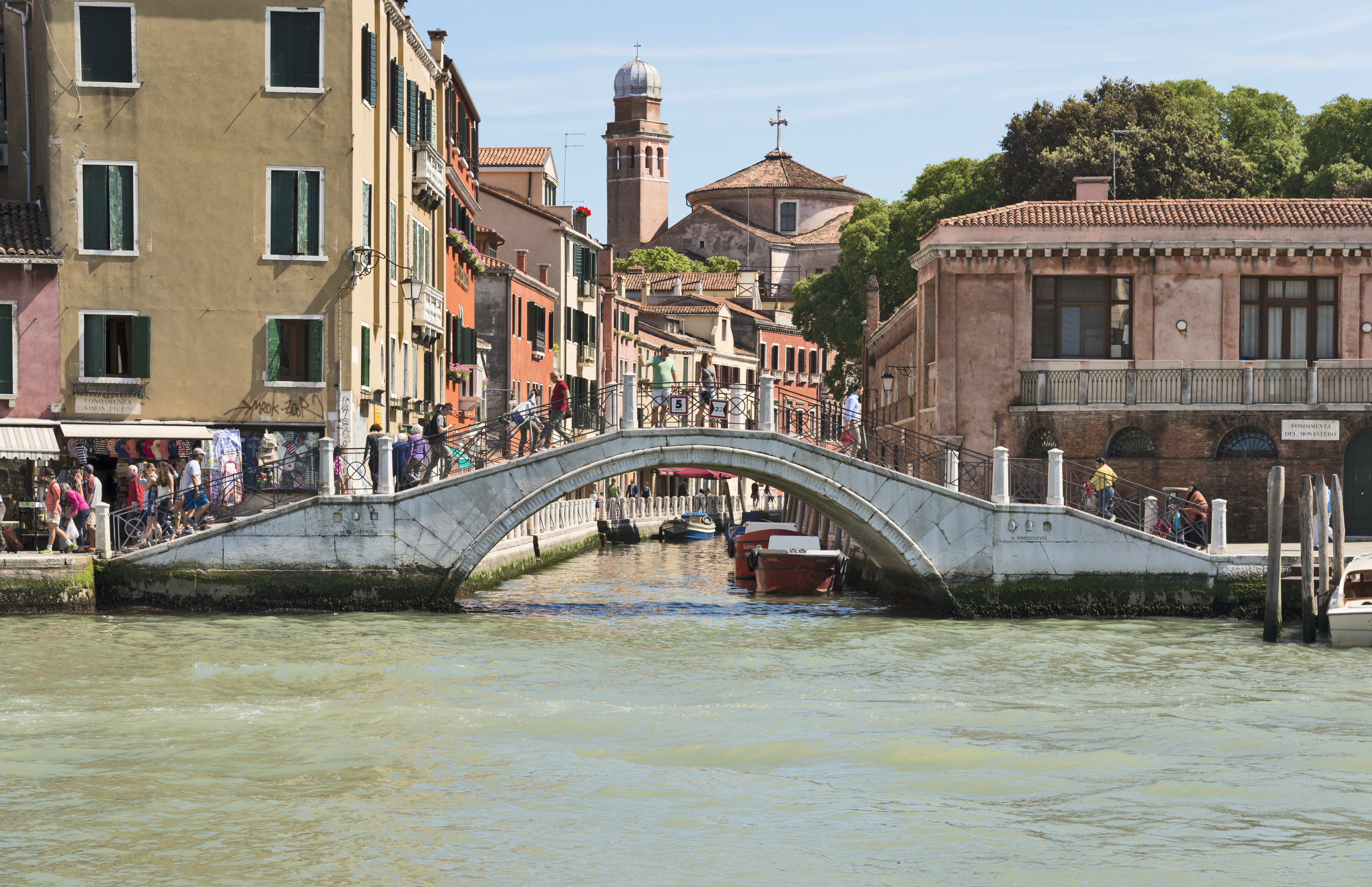
Ponte de la Croce vu du Grand Canal.